# Aomori Prefecture Tourist Center
L'Aomori Prefecture Tourist Center (ASPM) (青森県観光物産館アスパム?, Aomori-ken Kankō Bussankan (Asupamu)) è un grattacielo situato ad Aomori, prefettura di Aomori, Giappone. La costruzione del grattacielo, alto 76 metri e 15 piani, fu terminata nel 1986.